# Cemitério de Liiva
O Cemitério de Liiva (em estoniano:  Liiva kalmistu) é um cemitério perto do Lago Ülemiste, em Tallinn, na Estónia. A sua área é de 65 hectares.
O cemitério foi inaugurado em 1935 e a capela do cemitério também foi inaugurada em 1935. A capela foi projetada por Herbert Johanson. O primeiro enterro foi do político Hans Martinson.

## Sepulturas
- Dajan Ahmet[2]
- Rein Aun[3]
- Marie Heiberg[1]
- Herbert Johanson[1]
- Arnold Meri[4]
- Aleksander Promet[1]
- Marie Reisik[5]
- Evald Tipner[1]
- Aarne Üksküla[1]